# Мюрай, Тристан
Тристан Мюрай (фр. Tristan Murail, 11 марта 1947, Гавр) — французский композитор, исполнитель на волнах Мартено, музыковед и педагог. Один из крупнейших композиторов, работающих в направлении спектральной музыки. Брат писательницы Мари-Од Мюрай.

## Биография и творчество
Родился в литературной семье, две его сестры и брат стали писателями. Изучал экономику, политические науки и арабский язык, прежде чем в 1967 поступить в Парижскую национальную консерваторию (класс Оливье Мессиана). В 1971—1973 — стипендиат Французской академии в Риме (вилла Медичи). Здесь он познакомился с Джачинто Шельси и его музыкой, что самым глубоким образом повлияло на его собственное творчество. В 1973 вместе с несколькими единомышленниками создал группу и ансамбль «Маршрут» (фр. L’Itinéraire), давшие начало спектральной музыке. Это течение, в свою очередь, повлияло на творчество Кайи Саариахо, которая познакомилась с ним в период её занятий в Париже (IRCAM).
Опубликовал ряд работ по теории музыки. С 1997 преподает в Колумбийском университете в Нью-Йорке. Работает над большим музыкальным циклом «Портулан» по произведениям своего отца, поэта Жерара Мюрая.
Как исполнитель на волнах Мартено имеет несколько записей, в том числе «Турангалилы-симфонии» Ольвье Мессиана под управлением Э.-П. Салонена и С. Рэттла.

## Музыкальные сочинения
- 1969 — Couleur de Mer, для 15 инструментов
- 1970 — Altitude 8000, для оркестра
- 1970 — Où Tremblent les Contours, для двух альтов
- 1971 — Les Miroirs étendus, для волн Мартено и фортепиано
- 1971 — Ligne de non-retour, для 7 инструментов
- 1971 — Mach 2,5, для волн Мартено
- 1972 — Au-delà du Mur du son, для большого оркестра
- 1972 — Estuaire, 2 пьесы для фортепиано
- 1972 — L’attente, для 7 инструментов
- 1973 — Cosmos privé, для оркестра
- 1973 — La Dérive des continents, для альта и струнного оркестра
- 1973 — Les Nuages de Magellan
- 1974 — Tigre de verre, для волн Мартено и фортепиано
- 1974 — Transsahara express, для фагота и фортепиано
- 1975 — Sables, для оркестра
- 1976 — C’est un jardin secret, ma sœur, ma fiancée, une fontaine close, une source, для альта соло
- 1976 — Mémoire / Erosion, для валторны и 9 инструментов
- 1977 — Tellur, для гитары
- 1977 — Territoires de l’oubli, для фортепиано
- 1978 — Ethers, для флейты и инструментального ансамбля
- 1978 — Treize couleurs du soleil couchant
- 1979 — Les Courants de l’espace, для волн Мартено и оркестра
- 1980 — Gondwana, для оркестра
- 1982 — La Conquête de l’Antarctique, для волн Мартено
- 1982 — Désintégrations, для 17 инструментов и электроники
- 1984 — Vampyr!, для электрогитары
- 1985 — Sillages, для оркестра
- 1985 — Time and again, для оркестра
- 1986 — Atlantys, для 2 синтезаторов Yamaha DX7
- 1986 — Vision de la Cité Interdite, для 2 синтезаторов Yamaha DX7
- 1984—1987 — Random Acces Memory (RAM)
- 1988 — Vues aériennes, для валторны, скрипки, виолончели и фортепиано
- 1989 — Allégories, для 6 инструментов и электроники
- 1986—1988 — Les Sept Paroles du Christ en Croix, для оркестра и хора
- 1990 — Le Fou à pattes bleues, для флейты и фортепиано
- 1990—1991 — La Dynamique des fluides, для оркестра
- 1992 — Attracteurs étranges, для виолончели соло
- 1992 — Cloches d’adieu, et un sourire… in memoriam Olivier Messiaen, для фортепиано
- 1992 — Serendib, для 22 инструментов
- 1993 — La Barque mystique, для виолончели соло
- 1993 — La Mandragore, для фортепиано
- 1993—1994, L’Esprit des dunes, для ансамбля
- 1995 — …amaris et dulcibus aquis…, для смешанного хора и электроники
- 1995 — Unanswered questions, для флейты соло
- 1996 — Bois flotté, для фортепиано, тромбона, струнного трио и электроники
- 1996 — Le partage des eaux, для большого оркестра
- 1998 — Comme un oeil suspendu et poli par le songe…, для фортепиано
- 1998 — Feuilles à travers les cloches, extrait de «Portulan», для флейты, скрипки, виолончели и фортепианоo
- 2000 — Winter fragments (2000), для флейты, кларнета, фортепиано, скрипки, виолончели и электроники
- 2001 — Le lac, для оркестра
- 2002 — Les Travaux et les Jours, для фортепиано
- 2003—2004 — Terre d’ombre, для большого оркестра и электроники
- 2005 — Pour adoucir le cours du temps, для 18 инструментов и электроники
- 2006 — Les Ruines circulaires', extrait de «Portulan», pour clarinette et violon
- 2006 — Seven Lakes Drive, extrait de «Portulan», для флейты, кларнета, валторны, фортепиано, скрипки и виолончели
- 2007 — Contes cruels, для 2 электрогитар и оркестра

## Тексты о музыке
- Models & artifice: the collected writings of Tristan Murail. Abingdon: Routledge, 2005